# Phoenix RoadRunners
Phoenix RoadRunners byl profesionální americký klub ledního hokeje, který sídlil ve Phoenixu ve státě Arizona. V letech 2005–2009 působil v profesionální soutěži East Coast Hockey League. RoadRunners ve své poslední sezóně v ECHL skončily v základní části. Své domácí zápasy odehrával v hale Talking Stick Resort Arena s kapacitou 18 422 diváků. Klubové barvy byly modrá, černá, zlatá a bílá.

## Přehled ligové účasti
Zdroj: 
- 2005–2009: East Coast Hockey League (Západní divize)